# Walter Motz
Pour les articles homonymes, voir Motz (homonymie).
Walter Motz, né en 1909, est un ancien fondeur allemand.

## Championnats du monde
- Championnats du monde de ski nordique 1934 à Solleftea 
  -  Médaille d'argent en relais 4 × 10 km.